# Дрисколл, Дэниел
Дэниел Дрисколл (англ. Daniel P. Driscoll; род. 1985/1986) — американский государственный, военный деятель и предприниматель. Ветеран американской армии, министр армии США с 25 февраля 2025 года во второй администрации Дональда Трампа. Друг и бывший одноклассник Дж. Д. Вэнса, Дрисколл был кандидатом от республиканцев в 11-м избирательном округе Северной Каролины на выборах 2020 года.

## Биография

### Ранняя жизнь и образование
Дрисколл вырос в Баннер-Элке, Северная Каролина, и окончил среднюю школу Ватауга. Он получил степень бакалавра наук в области делового администрирования в Университете Северной Каролины в Чапел-Хилл за три года и степень доктора права в Юридической школе Йельского университета.

### Карьера
Дрисколл служил в армии США три с половиной года в качестве командира взвода кавалерийских разведчиков. В 2009 году он был направлен в Ирак.
Во время учёбы на юридическом факультете Дрисколл проходил стажировку в сенатском комитете по делам ветеранов, главном суде девятого округа Алексе Козински, Cravath, Swaine & Moore и Robinson, Bradshaw & Hinson.
После окончания юридического факультета Дрисколл работал в инвестиционном банке в Шарлотте, Северная Каролина, пока не родился его первый ребёнок. По состоянию на февраль 2020 года он работал в инвестиционной фирме 100watt.
4 декабря 2024 года избранный президент Дональд Трамп объявил о назначении Дрисколла на пост министра армии.
25 февраля 2025 года американский сенат одобрил кандидатуру Дэниела Дрисколла на пост министра армии США.